# Kaloula conjuncta
Espèce
Synonymes
- Hylaedactylus conjunctus Peters, 1863
- Kaloula negrosensis Taylor, 1922

Statut de conservation UICN

 LC  : Préoccupation mineure
Kaloula conjuncta est une espèce d'amphibiens de la famille des Microhylidae.

## Répartition
Cette espèce endémique des Philippines. Elle est largement distribuée dans de nombreuses îles,.

## Description
Kaloula conjuncta mesure de 30 à 37 mm. Son dos est brunâtre nuancé de zones plus sombres. Son ventre est brunâtre.

## Publications originales
- Peters, 1863 : Über neue Batrachier. Monatsberichte der Königlich Preussischen Akademie der Wissenschaften zu Berlin, vol. 1863, p. 445-470 (texte intégral).
- Taylor, 1922 : Additions to the herpetological fauna of the Philippine Islands, I. The Philippine journal of science, vol. 21, p. 161-206 (texte intégral).